# Tribus de l'Altiplà del Nord-Oest

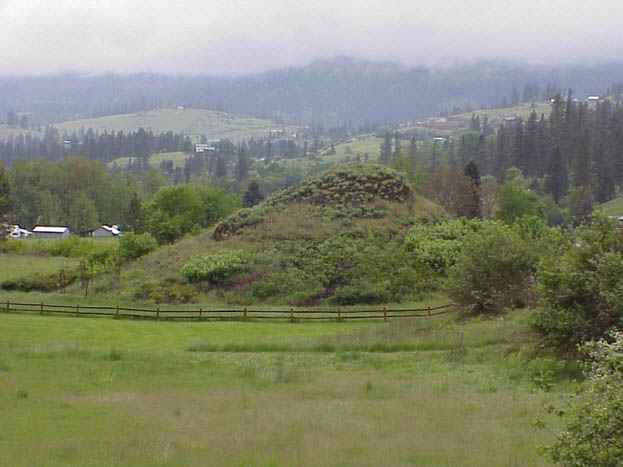
Cor del Monstre, Parc Històric Nacional Nez Perce, Lapwai (Idaho)

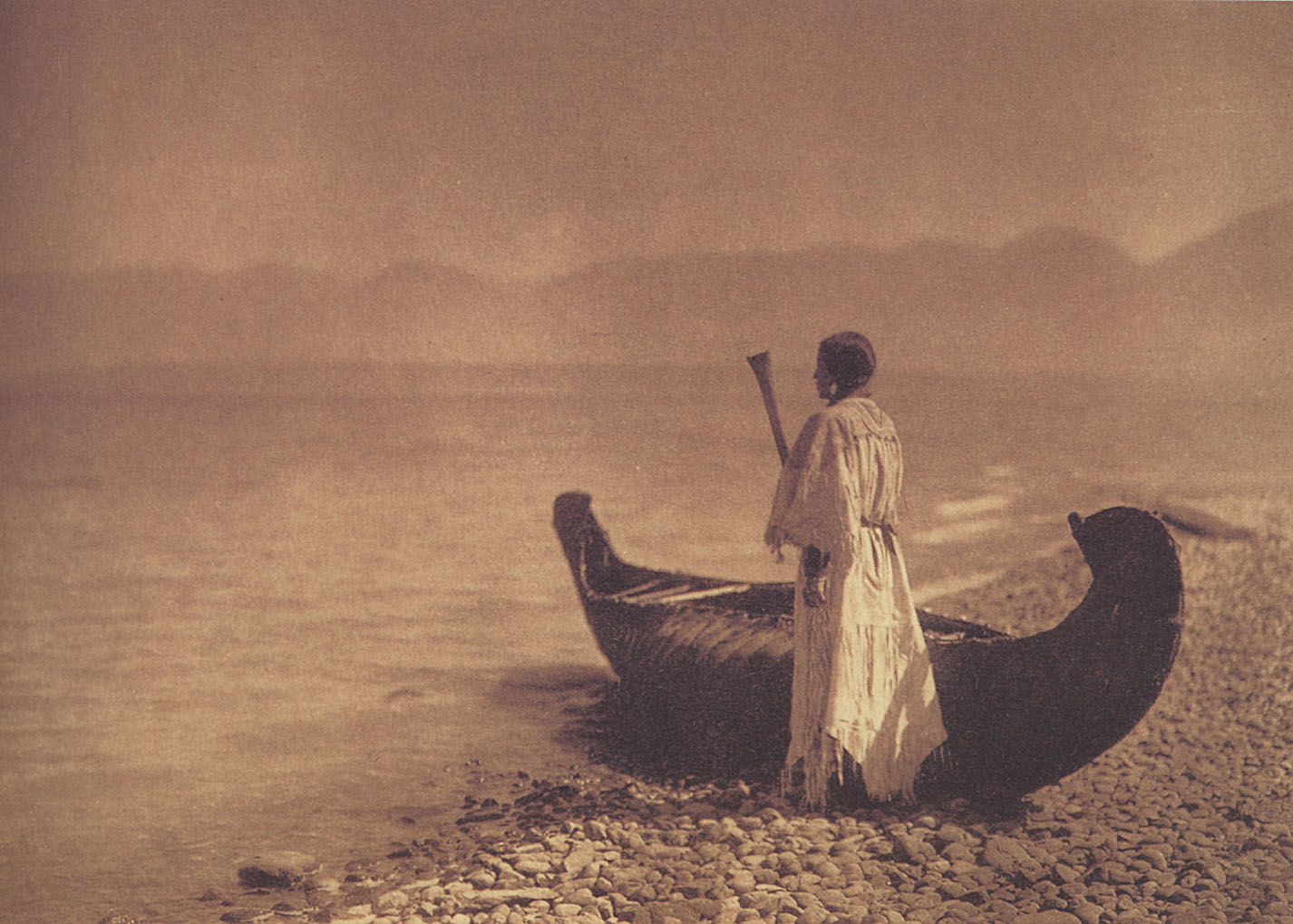
Dona kutenai, 1910 fotogravatper Edward Curtis

Les Tribus de l'Altiplà del Nord-oest són amerindis de l'interior de la Colúmbia Britànica, el Canadà, i les regions no costaneres dels estats del nord-oest del Pacífic dels Estats Units.
Els seus territoris estan situats a les parts interiors de les conques dels rius Columbia i Fraser. Aquestes tribus viuen en parts del centre i sud de l'interior de la Colúmbia Britànica, al nord d'Idaho, Montana occidental, a l'est de Washington, est d'Oregon i nord-est de Califòrnia. El flanc oriental de la Serralada de les Cascades es troba dins del territori dels pobles de l'altiplà.

## Canadà
Al Canadà, sis pobles principals ocupen l'Altiplà Interior. La principal són els salish de l'interior, la tribu més gran; els lillooet amb llurs terres a la vall del riu Lillooet; les Primeres Nacions Thompson, amb llar a la vall del riu Fraser de Yale a Lillooet; els secwepemc (shuswap) de la vall del riu Fraser de Lillooet a Alexandria i la part oriental de la muntanya; els okanagan de la vall del riu Okanagan (la Primera Nació Lake també hi viu), i finalment, la tribu kutenai, que es van establir a la part sud-est de la Colúmbia Britànica després que en marxessin els blackfoot cap al 1750.
Les Primeres Nacions de l'Altiplà s'han vist influïdes per les Primeres Nacions de la costa del Pacífic. Les Primeres Nacions de l'Altiplà comerciaven amb les Primeres Nacions de la Costa del Pacífic. Les tribus del Pacífic creien en els avantpassats del clan que van ser adoptades pels grups salish de l'interior, però no n'adoptaren el sistema social.

## Tribus i bandes

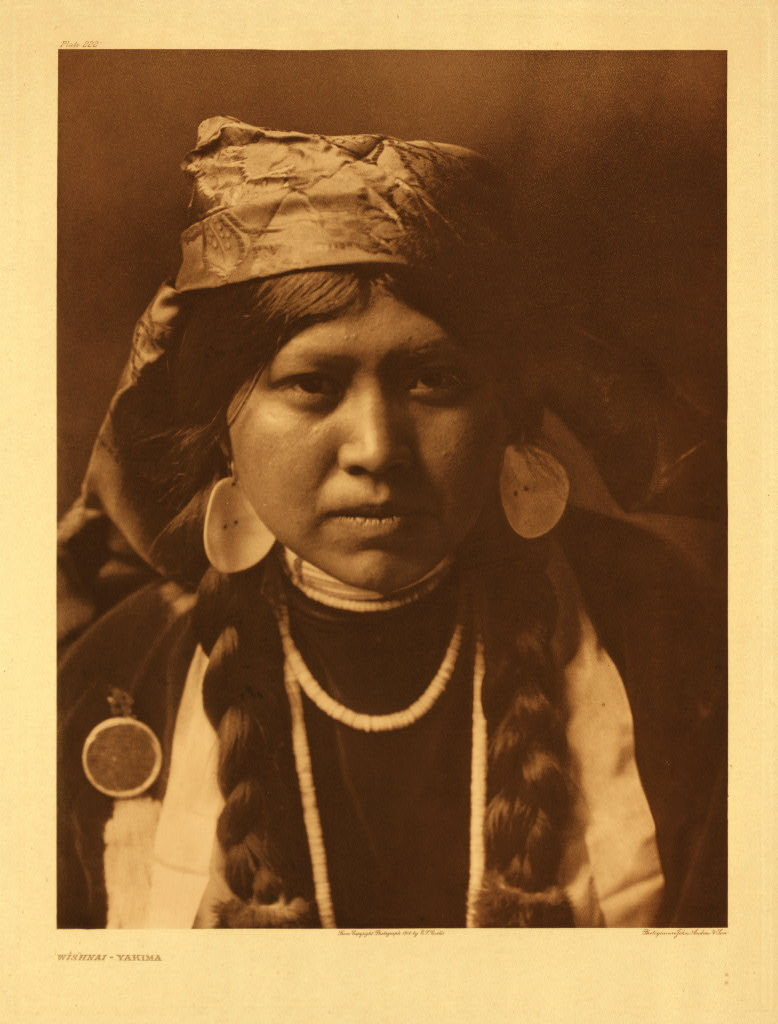
Dona yakama, fotografiada per Edward Curtis

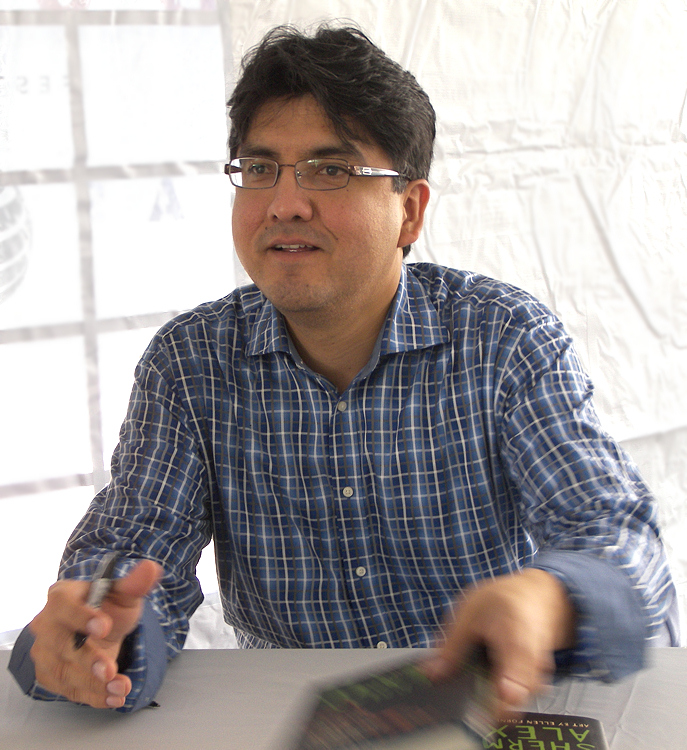
Sherman Alexie, novel·lista i poeta spokane/cœur d'Alène

Les tribus de l'Altiplà inclouen:

### Pobles chinook
- Cathlamet, WA
- Clackamas, OR
- Clatsop, OR
- Kathlamet
- Multnomah, OR
- Wasco-Wishram, OR i WA
- Watlata, WA

### Salish de l'interior
- Chelan
- Cœur d'Alène, ID, MT, WA
- Entiat, WA
- Tribus Confederades Salish i Kootenai (flathead, selisch o salish), ID i MT
  - bitterroot salish
  - Kalispel (pend d'oreilles), WA i MT 
    - Baix Kalispel, WA
    - Alt Kalispel, MT
- Methow, WA
- Nespelem, WA
- Nlaka'pamux (Thompson), BC
- Nicola (Confederació Thompson-Okanagan)
- Poble Okanagan, BC i WA
- Secwepemc, BC (Shuswap)
- Sinixt (Lakes), BC, ID i WA
- Sinkiuse-Columbia, WA (extingit)
- Spokane, WA
- St'at'imc, BC (Alt Lillooet)
- Lil'wat, BC (Baix Lillooet)
- In-SHUCK-ch, BC (Baix Lillooet)
- Wenatchi (Wenatchee)
- Sanpoil, WA
- Sinkayuse

### Sahaptins
- Alt Cowlitz o Taidnapam
- Kittitas (Alt Yakima)
- Klickitats, WA
- Nez percés, ID
- Pshwanwapam (Pswanwapam)
- Skinpah (Skin)
- Tenino (Warmsprings)
- Tygh (Alt Deschutes), OR
- Umatilla, OR
- Walla walla, WA
- Wanapum, WA
- Wauyukma
- Wyam (Baix Deschutes)
- Yakama, WA

### Altres o ambdós
- Cayuses, OR
- Celilo (Wayampam)
- Cowlitz, WA
- Fort Klamath, OR
- Kalapuyes, nord-oest OR
  - Atfalati (Tualatin, nord-oest OR
  - Mohawk River, nord-oest OR
  - Santiam, nord-oest OR
  - Yaquina, nord-oest OR
- Kutenai (kootenai, ktunaxa), BC, ID, i MT
- Pobles del baix riu Snake: chamnapam, wauyukma, naxiyampam
- Modoc, CA i OR
- Molales (molale), OR
- Atapascans de Nicola (extingit), BC
- Palus (palouse), ID, OR, i WA
- Alt nisqually (Mishalpan)

## Llengües
Les tribus de l'Altiplà parlaven principalment llengües salish de l'interior o llengües shahaptianes. També parlen llengües chinook, que sovint es classifiquen com a penutianes, però aquesta classificació no és acceptada universalment. Els ktunaxa parlen kutenai, que és una llengua aïllada.

## Cultura tradicional

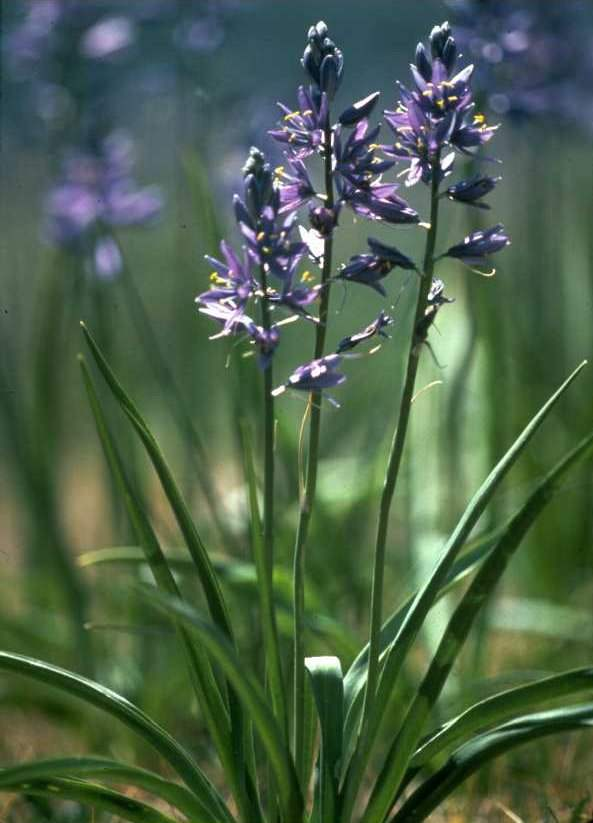
Camassia quamash

### Cuina
L'Altiplà tradicional inclou plantes silvestres, peixos, especialment salmó, i cacera. Els pobles de l'altiplà sovint tenien llogarets estacionals o campament en diferents àrees per aprofitar al màxim els aliments silvestres. Les dones reunien una gran varietat de verdures i fruites comestibles, incloent Camassia, Lewisia rediviva, Peucedanum, amelanchier, cirerer de Virgínia, ericàcia, i Fragaria.
Els bulbs del lliri de camas van ser un aliment bàsic però perillós. Els camas amb flors blaves són segurs per menjar, però els de flors blanques són verinoses. Per raons de seguretat, els pobles de l'altiplà reunien aquests bulbs quan encara estaven creixent i els cavaven amb banyes de cérvol. Les dones de la tribu cuinaven les arrels en un clot poc profund ple amb pedres calentes. Quan el sòl al voltant de les pedres era prou calent es retiraven les pedres i els bulbs es col·locaven en el forat per cuinar durant la nit.
Les dones de l'Altiplà fan pastissos de baies amb baies de Saskatoon. Les baies s'assequen sobre bastidors coberts de fulles. La recollida i tractament de les plantes silvestres per les dones continua sent una manera de vida tradicional entre molts dels habitants d'aquestes tribus avui dia.
Els homes complementen la dieta amb la caça i la pesca, la pesca del salmó constitueix una part important del seu subministrament d'aliments. Quan els cavalls es van introduir a la zona, el món de la gent de l'altiplà es va expandir després adoptar l'ús de cavalls, el que els va permetre comerciar amb les tribus de les planes a l'est de les Muntanyes Rocoses carn i pells de bisó. Grups de caçadors van cavalcar lluny a caçar bisons, cérvols i uapitís.
A l'estiu el salmó podia nedar fins als rius del Pacífic. Els pescadors de l'Altiplà aprenien moltes formes per atrapar salmons. Les estaques s'alineaven per fer una paret, impedint al salmó de nedar més lluny, i després els peixos eren trets de l'aigua amb una cullerada. La majoria del salmó es fumava en una foguera, i part s'emmagatzemava sota terra en fosses. Una altra part era bullida en aigua calenta per obtenir oli.
Les aus eren caçades amb xarxes. Els homes solien usar paranys per capturar animals més grans com cérvols. Cavaven pous profunds al mig d'un camí on passaven cérvols, omplien els forats amb branques i fulles i una vegada que el cérvol s'acostava a la pila de branques i fulles, hi cauria i hi quedaria atrapat. Depenien tnt dels cérvols tant que seguien els ramats.

### Cistelleria i tèxtils
Les tribus de l'Altiplà va sobresortir en l'art de la cistelleria. Ells més usats Apocynum cannabinum, Schoenoplectus acutus, artemisa o escorça de salze. Aquests materials també es van utilitzar per fer barrets, roba de llit, xarxes i cordes. Els avantpassats dels indis de l'altiplà van crear les sabates més antigues coneguts al món, les sandàlies de Fort Rock, fetes d'artemisa torta i datades entre 10.390–9.650 anys aC.

### Eines
Les eines eren fetes de fusta, pedra i os. Les fletxes per a la caça estaven fetes de fusta i amb puntes de fletxa estellades de roques especials. Usaven astes d'animals per a cavar arrels.

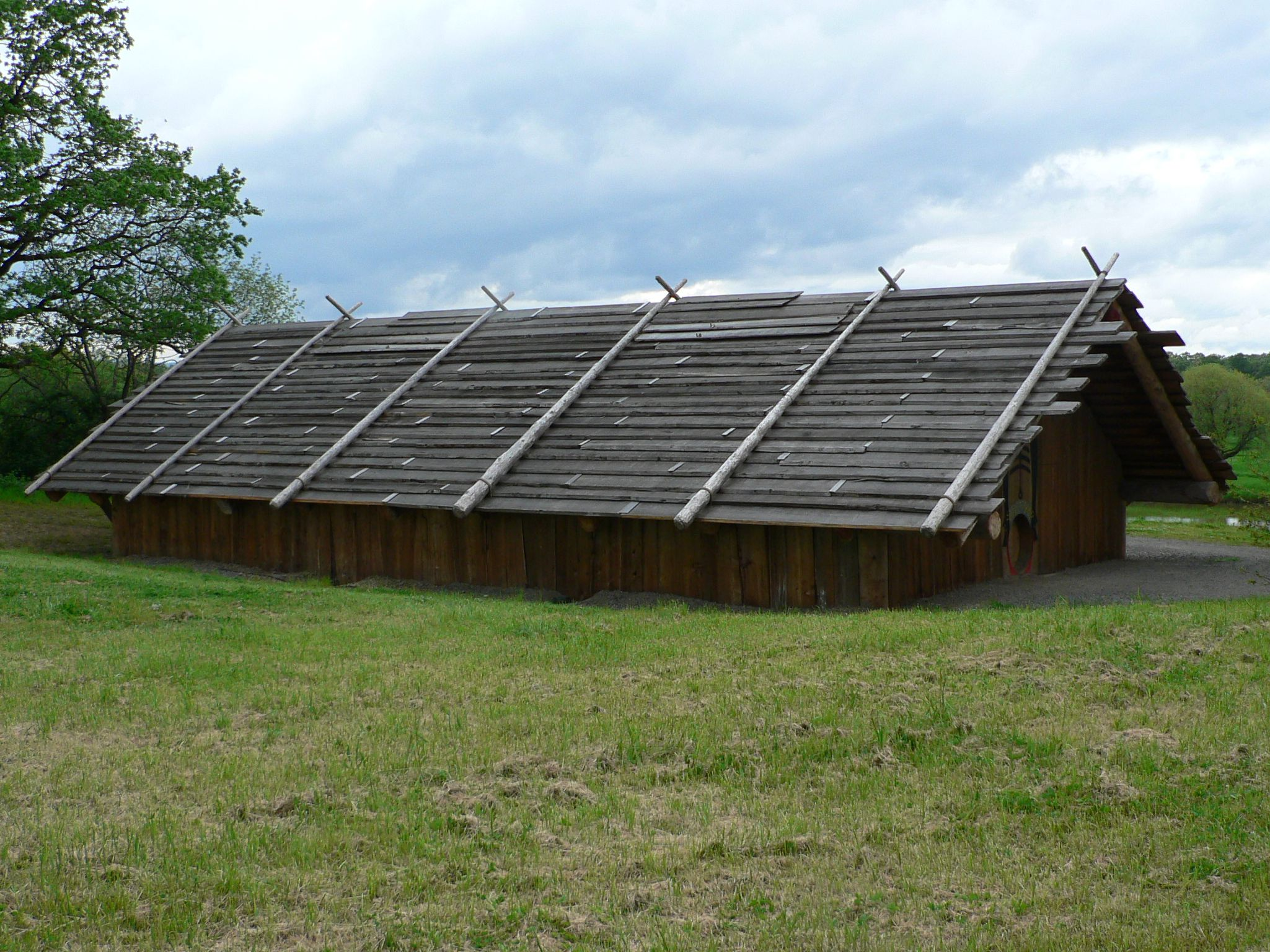
Casa comunal Cathlapotel Washington

### Habitatge
L'habitatge tradicional de l'Altiplà inclou cases comunals amb sostre d'estores de Schoenoplectus acutus (tule). El tule, usat amb molts propòsit, és un senill alt que creix en zones pantanoses i sovint és anomenat jonc. Com a habitació d'hivern cavaven un clot d'uns metres a terra i hi construïen un marc de pals lligats en un pic per sobre. Ho cobrien amb mates de tule o escorça d'arbre, acumulaven terra al voltant i parcialment sobre l'estructura per proporcionar aïllament al refugi semi-subterrani. Les grans cases de camp d'hivern eren compartides per diverses famílies; eren rectangulars a la base i triangulars amunt. Eren construïdes amb diverses capes de tule; com les capes superiors de tule absorbeixen la humitat, s'inflaven per mantenir la humitat fora de les capes més baixes i de l'interior de la casa.
En anys posteriors van utilitzar llenç en lloc de tule. A començaments del segle xviii els pobles de l'altiplà van adoptar el tipi dels indis de les planes. Estaven fetes d'un pal central cobert amb pells d'animals o estores teixides amb canyes. Cada mes les dones es quedaven en barraques menstruals rodones d'uns 6,1 metres de diàmetre.
Les tribus salish de l'interior feien les seves cases d'hivern de manera molt diferent a les dels altres grups de Primeres Nacions. Cavaven pous a prop del riu. Els forats eren similars a un tipi i després s'hi va construir a sobre. Es feia un habitacle en esglaons i es col·loca en l'obertura. El menjar sec s'emmagatzemava fora d'aquestes cases d'hivern. A l'estiu les tribus salish vivien en sales cobertes amb estores.
D'altres tribus feien llurs cases de trossos de cedre o d'escorça d'avet. Les cases tenien sostres de cedre que arribaven fins a terra, mentre que les cases d'escorça d'avet semblaven dues tendes de campanya enfront de l'altra.

### Roba
La gent de l'Altiplà portaven molts tipus de roba de les Primeres Nacions de l'Altiplà. Les dones portaven camises de pell d'ant, teles de natges, polaines i mocassins, i els homes portaven camises llargues. La roba d'hivern es feia amb pell de conill, marmota o d'altres animals.

### Comerç
A més de les seves eines tradicionals, més tard van adoptar l'ús d'articles de metall com ara olles, agulles i armes adquirides del comerç amb els europeus.

### Arts actuals
Avui els nadius encara fan roba tradicional, bosses, cistelles i altres articles. Encara que una part del coneixement de les arts tradicionals s'ha perdut amb el temps, la pràctica de les habilitats fines segueix sent una part important de la seva forma de vida. Les mares i àvies decoren vestits dels seus fills per a celebracions i danses. Els articles guarnits com ara tambors, bosses teixides i altres artesanies s'utilitzen en les celebracions tradicionals i ocasions especials. Aquesta regalia s'utilitza durant la Dansa de l'Esperit que es convoca un cop l'any.